# Ampedus rufipennis
Espèce
Statut de conservation UICN

 LC  : Préoccupation mineure
Ampedus rufipennis est une espèce de taupins du genre Ampedus. Cette espèce a été décrite par Stephens en 1830.

## Synonymie
Selon BioLib (21 août 2014) :
- Ampedus satrapa Kiesenwetter, 1858